# III Corpo d'armata (Regio Esercito)
Il III Corpo d'armata è stato una grande unità militare del Regio Esercito e dopo la seconda guerra mondiale dell'Esercito italiano, in cui è stato attivo dal 1957 al 1997.

## Storia
Le origini del Comando del 3º Corpo d'armata risalgono alla fine della seconda guerra d'indipendenza quando dopo aver sconfitto l'Impero austriaco il Regno di Sardegna ha annesso le Legazioni pontificie delle Romagne, il Ducato di Parma, il Ducato di Modena e il Granducato di Toscana. Il 1º aprile 1860 nel quadro della riorganizzazione dell'Esercito prevista dal decreto 25 marzo venne istituito a Parma il 3º Comando con funzioni prevalentemente territoriali, ma, in caso di guerra, in grado di trasformarsi in comando di corpo d'armata. Il comando, costituito da 5ª, 8ª e 12ª divisione di linea, aveva il compito di difendere il territorio di recente acquisizione e la sua giurisdizione si estendeva sul territorio dell'Emilia delimitato dal corso dei fiumi Trebbia e Panaro.
Il 1º settembre 1865 il comando venne soppresso, in attuazione del decreto 25 giugno, ma venne mobilitato quale III Corpo d'Armata nel giugno 1866 in occasione della terza guerra d'indipendenza, al comando del tenente generale Enrico Morozzo Della Rocca, formato dalla 7ª Divisione di Nino Bixio (ex garibaldino), dalla 8ª Divisione di Efisio Cugia, dalla 9ª Divisione di Giuseppe Govone, dalla 16ª Divisione del principe ereditario Umberto di Savoia e da una brigata di cavalleria. Il 3º Corpo d'armata prese parte alla campagna sul Mincio per attaccare le fortezze del Quadrilatero e il 24 giugno 1866 prese parte alla battaglia di Custoza.
Nel mese di agosto 1867 il III Corpo d'Armata venne sciolto. Il 14 giugno 1869 venne costituito a Napoli il Comando Generale del III Corpo d'Esercito trasformatosi nel 1873 in 3º Comando Generale e, a partire dal 22 marzo 1877, in III Corpo d'Armata, con compiti territoriali ad esclusione dei periodi di mobilitazione relativi alle campagne di guerra.

### Prima guerra mondiale
Allo scoppio della prima guerra mondiale in cui l'Italia partecipò a fianco dell'Intesa, il III Corpo d'armata al comando del tenente generale Vittorio Camerana, inquadrato nella 1ª Armata, nelle fasi iniziali del conflitto ha operando attraverso la Valtellina, la Val Camonica, la Val Trompia, la Valle del Chiese e lungo la sponda occidentale del Lago di Garda in Trentino, ma non è riuscito ad attraversare il Passo dello Stelvio e il Passo del Tonale, avanzandoo solo a Riva del Garda e Tione, senza riuscire tuttavia a prendere nessuna delle due città. Il III Corpo d'armata era costituito della 5ª e 6ª Divisione fanteria di linea, dalla 35ª Divisione territoriale, dal 7º Reggimento bersaglieri, dal 5º Reggimento alpini e da un battaglione della Guardia di Finanza. Tutti i soldati del 5º Reggimento alpini vennero reclutati nelle valli attraversate, anche se il 5º Reggimento alpini non è mai stato impiegato nel suo complesso, ma singole compagnie o battaglioni sono stati impiegati per la conquista di specifiche vette, creste o passi o per il mantenimento delle posizioni. Dopo le fasi iniziali l'avanzamento ha subito una battuta d'arresto da parte dell'esercito austro-ungarico, e nonostante aspri combattimenti, soprattutto sui ghiacciai dell'Adamello, la prima linea del fronte è rimasta invariata e nella situazione di stallo venutasi a creare la 35ª Divisione è stata inviata in Macedonia in appoggio agli Alleati.
Dopo la sconfitta di Caporetto il III Corpo d'armata ha abbandonato la prima linea, operando durante l'inverno del 1917-18 nelle retrovie, con il compito di contrastare qualsiasi tentativo di avanzata nemica sul fronte del Piave, tornando ad operare nella zona inizialmente assegnata nella primavera del 1918. Dopo l'armistizio di Villa Giusti il III Corpo d'armata ha occupato il Trentino.

### Periodo tra le due guerre mondiali
Il 10 novembre 1918 la sede del Corpo fu trasferito a Merano dove rimase fino all'inizio del 1919. Il 5 gennaio 1919 passò sotto il commando del tenente generale Ugo Sani e cinque giorni dopo, la sede del comando si spostò a Innsbruck dove si trovarono alle sue dipendenze la 75ª e la 6ª Divisione fanteria, formando così le truppe di occupazione italiane nel Tirolo settentrionale. Il III Corpo d'Armata rimase a Innsbruck fino al 1º settembre 1919. Nel stesso anno assunse la denominazione di III Corpo d'Armata di Verona da cui dipendevano la 7ª Divisione fanteria "Verona", la 8ª Divisione fanteria "Padova" e la 9ª Divisione fanteria "Trento". Nel 1926 il quartier generale venne trasferito a Milano e la denominazione mutò in III Corpo d'Armata di Milano alle cui dipendenze erano la 6ª Divisione fanteria territoriale poi diventata 58ª Divisione fanteria "Legnano" la 7ª Divisione fanteria territoriale e la 8ª Divisione fanteria territoriale. Il III Corpo d'armata prese poi parte nel 1935-36 alla guerra di Etiopia; la grande unità aveva alle sue dipendenze la 27ª Divisione "Sila" e la 1ª Divisione Camicie Nere che, al comando del generale Ettore Bastico, mise per prima la bandiera sull'altopiano di Amba Aradam nel febbraio del 1936.

### Seconda guerra mondiale
All'entrata dell'Italia nella seconda guerra mondiale il 10 giugno 1940 il III Corpo d'armata al comando del Generale di corpo d'armata Mario Arisio, era dislocato in Piemonte, tra Cuneo e Imperia operando sulle dipendenze della 1ª Armata del generale Pietro Pintor. Il III Corpo d'armata aveva alle sue dipendenze le divisioni "Ravenna", "Cuneo", "Forlì", "Pinerolo", i raggruppamento alpini Val Ellero, Val Adige, Val Arroscia, Val Tanaro, Val Piave, prendendo parte alle operazioni contro la Francia sul fronte delle Alpi Occidentali. Dopo l'armistizio di Villa Incisa, nel mese di novembre il comando venne trasferito sul fronte greco-albanese, schierato al fronte il 15 novembre nel settore nord del Korciano, alle dipendenze della 9ª Armata del generale Mario Vercellino poi sostituito dal generale Alessandro Pirzio Biroli, prendendo parte alle operazioni belliche fino al maggio 1941. Completata l'occupazione della Grecia il III Corpo d'armata passa alle dipendenze della 11ª Armata con compiti di presidio territoriale con sede del Comando a Tebe.
Nel settembre 1943, a seguito degli eventi successivi alla proclamazione dell'armistizio, il III Corpo d'armata venne sciolto.

### Dal 1945 al 2001
Il III Corpo d'armata venne ricostituito il 1º luglio del 1957 per la trasformazione del III Comando Militare Territoriale che era stato costituito a Milano il 15 giugno 1945. Il Comando, retto da un generale di Corpo d'armata, aveva il suo quartier generale a Milano nel Palazzo Cusani e i suoi reparti schierati in Lombardia, Piemonte e in minor misura nel Veneto. Il compito che gli era stato affidato istituzionalmente era quello di contribuire durante il periodo della guerra fredda, con i reparti alle sue dipendenze, alla difesa del nord Italia contro un'ipotetica invasione da est da parte del Patto di Varsavia, a supporto del 4º Corpo d'armata alpino di Bolzano e del V Corpo d'armata di Vittorio Veneto.
Dal 1982 al 1984 reparti del III Corpo d'armata hanno preso parte alla Missione Italcon in Libano, un'operazione di peacekeeping delle forze armate italiane, nell'ambito della "Forza Multinazionale in Libano", in cui per la prima volta dopo la fine della seconda guerra mondiale un reparto armato italiano si recava in missione fuori dai confini italiani, con il compito di difendere la popolazione civile.
Il 1º ottobre 1997, a seguito della profonda riorganizzazione dell'Esercito Italiano il III Corpo d'armata venne trasformato in Comando Forze Operative di Proiezione assumendo alle sue dipendenze la Brigata bersaglieri "Garibaldi" la Brigata meccanizzata "Friuli", già appartenente alla Forza d'intervento rapido e successivamente riconfigurata in Brigata aeromobile "Friuli", dalla Brigata paracadutisti "Folgore" e dai supporti tattici, tra cui il Reggimento lagunari "Serenissima".
Successivamente il 1º dicembre 2000 il Comando delle forze operative di proiezione veniva ulteriormente riorganizzato in Comando di Pianificazione cedendo le sue pedine operative al 1° e al 2º COMFOD. Nel 2001, a seguito della richiesta della NATO di dotarsi di Comandi ad elevata prontezza operativa, il Comando Forze di Proiezione il 1º dicembre 2001 venne riordinato in Corpo d'armata di Reazione Rapida - HRF e dopo avere sostenuto un'intensa attività addestrativa e di esercitazioni nell'ambito di un lungo processo di certificazione ha acquisito la piena capacità operativa (Full Operational Capability) nel dicembre del 2002 con la denominazione di NATO Rapid Deployable Corps - Italy con quartier generale a Solbiate Olona.